# Petrus en Pauluskathedraal (Kazan)
De Petrus en Pauluskathedraal (Russisch: Петропавловский собор) is een Russisch-orthodoxe kathedraal in de Russische stad Kazan.

## Geschiedenis
De kerk werd gebouwd door de rijke koopman Ivan Afanasievitsj Michljaev. Het verhaal gaat dat tsaar Peter I onderweg tijdens de veldtocht tegen Perzië op 27 mei 1722 een halt maakte in Kazan en verbleef in het huis van de koopman. Ter herinnering aan dit verblijf gaf de koopman in 1723 opdracht om de houten kerk op de plaats af te breken en er een prachtige kathedraal te bouwen in de stijl van de Narysjkin Barok. De kerk werd in een voor die tijd hoog tempo voltooid en kon al in 1726 worden ingewijd. In hetzelfde jaar kwam ook de vrijstaande klokkentoren gereed. Onder deze toren werd een grafkelder voor de familie Michljaev gebouwd, waar in 1728 Ivan Afanasievitsj Michljaev werd bijgezet. De kathedraal zou door een groot aantal branden worden getroffen, respectievelijk in 1742, 1749, 1774, 1815 en 1842. Dat de kathedraal nog steeds bestaat is dus niet alleen een verdienste van de bouwer, maar ook van de geestelijkheid, die na de branden steeds weer het initiatief nam om de kathedraal te herstellen.
Aan het einde van de 19e eeuw was de kathedraal opnieuw danig in verval geraakt, ook begon de toren gevaarlijk te hellen. Onder leiding van de architect Michael Nilovitsj Litvinov werd er daarom in de jaren 1888-1890 een grote renovatie uitgevoerd waarbij de kathedraal zo veel mogelijk naar de oorspronkelijke staat werd teruggebracht. Op basis van oude bouwtekeningen werden latere toevoegingen aan de kathedraal verwijderd en werden verdwenen elementen alsmede het stucwerk van de gevels volledig hersteld.   

## Sovjet-periode
Tijdens de Sovjet-periode bleef de kathedraal geopend tot 1939. Na de sluiting werd de kerk officieel als monument beschouwd, waardoor het gebouw onder staatsbescherming viel. Vanaf de jaren 50  bevond zich een planetarium in de kathedraal.

## Heropening
Acties van de geestelijkheid en gelovigen leidden in 1989 tot teruggave van het gebouw aan de Russisch-orthodoxe Kerk. Meer dan 50 jaar was de kathedraal gesloten voor de eredienst, maar de zeven geledingen tellende iconostase uit 1723-1726 (in 1815 na een brand hersteld) was bewaard gebleven. 